# پوکا آلپا
پوکا آلپا (به اسپانیایی: Puca Allpa) یک کوه در پرو است که در Peru, Ancash Region واقع شده‌است. پوکا آلپا ۴٬۸۰۰ متر بالاتر از سطح دریا واقع شده‌است.